# Adam Wójcik (etnograf)
Adam Antoni Wójcik (ur. 10 grudnia 1902 w Bieśniku - zm. 21 lutego 1976 w Zakopanem) – polski nauczyciel, regionalista.

## Życiorys
Adam Wójcik urodził w rodzinie chłopskiej jako syn Tadeusza i Anny z Gręblów. Uczęszczał do szkoły powszechnej w Bieśniku i Gorlicach. Od 1920 roku uczył się w Seminarium Nauczycielskie w Tarnowie, gdzie 21 maja 1925 zdał egzamin dojrzałości. W tym samym czasie ukończył wieczorowy kurs ogrodnictwa w Krajowej Szkole Ogrodniczej w Tarnowie.
W 1925 rozpoczął pracę w zawodzie nauczyciela w szkole powszechnej w Szymbarku. W 1929 przez rok był słuchaczem języka polskiego i niemieckiego na Wyższym Kursie Nauczycielskim w Krakowie. W tym okresie poznał Romana Reinfussa. W latach trzydziestych objął posadę nauczyciela w szkole siedmioklasowej w Gorlicach. 
W styczniu 1945, trzy dni po wkroczeniu Armii Czerwonej do Gorlic, został aresztowany przez NKWD i wywieziony do łagru w Bułanasz w obwodzie swierdłowskim, później trafił do obozu przejściowego w Poznaniu. Zwolniony 8 sierpnia 1945, we wrześniu wrócił do pracy w szkole. 
W 1959 został kierownikiem szkoły podstawowej dla pracujących w Gorlicach. Od 1959 do 1968 był kierownikiem i instruktorem Ośrodka Krajoznawczego w Gorlicach, a następnie w Rzeszowie. Był także związany z Łużną.
Zmarł w 1976 roku, został pochowany na Starym Cmentarzu w Tarnowie.

## Działalność naukowa
Jego pasją były obrzędy, tańce, pieśni i przyśpiewki ludowe. Był twórcą określenia nazwy Pogórzanie w polskiej etnografii. W 1937 razem z Janem Tomasikiem powołał istniejący do dziś Zespół Pieśni i Tańca „Pogórzanie”. W 1939 wydał w Krakowie zeszyt Strój Pogórzan, rozpoczynając cykl publikacji o „Strojach Ludowych Karpat Polskich".

## Publikacje zwarte
- Strój Pogórzan, Wydawnictwo Komisji Swojszczyzny Związku Ziem Górskich, Kraków 1939 (Stroje ludowe Karpat Polskich, 1.1)
- Gładysze, pionierzy osadnictwa na Pogórzu, Komitet Regionalny, Gorlice 1948
- W powiecie gorlickim. Dziesięć lat władzy ludowej (z Edwardem Holikiem), Ludowa Spółdzielnia Wydawnicza, Warszawa 1954
- Gorlice i okolice. Monografia krajoznawcza powiatu, Sport i Turystyka, Warszawa 1962